# Francisco Dávila Páez
Francisco Dávila Páez, también como Ávila Páez o Páez Dávila (¿?, c. 1577 - Madrid, 27 de octubre de 1618) fue un compositor y maestro de capilla español.

## Vida
Las primeras noticias de Dávila son de su llegada en 1595 a la Colegiata de Antequera procedente de Jaén. Su antecesor en el magisterio, Juan Martínez de Risco, había partido en fecha desconocida a la Capilla Real de Granada, dejando el cargo vacante.
Partió a la Catedral de Guadix en 1958, donde opositó al magisterio como candidato único.

El miercoles veynte y quatro del mes de junio de mil y quinientos y noventa y ocho años los dichos señores dean y cavildo, juntos en el choro de esta sancta yglesia despues de dichas completas, le dieron un canto llano, que abrio el señor dean en su libro, y se le dio al dicho Francisco de Avila maestro de capilla opositor, para que dentro de veinte y quatro horas le compoga y sobre el dicho canto llano componga cinco vozes, que todas ellas y el canto llano han de ser cinco vozes.
E prosiguiendo su oposicion el dicho Francisco de Avila, maestro de capilla, compuso el dicho motete a cinco y se canto en el choro estando presentes su señoria el señor Don Joan de Fonseca obispo de esta sancta yglesia y los dichos señores dean y cavildo, y el dicho hizo otras habilidades, que se le pidieron, y luego acabado esto, al dicho señor dean le dio un canto llano que dize, del cielo a baxado un pan y a vozes dice la fe comprad de mi pan galan que de balde os lo dare.
E después de lo susodicho, en Guadix viernes veynte y seis dias del mes de junio del dicho año al intervalo de [ ] canto la dicha chanzoneta en el choro de esta sancta yglesia estando los dichos señores dean y cavildo presentes y contento.

Fue recibido para el cargo con el salario de su antecesor y una partida en especie de 12 fanegas de trigo, unos 33
ducados, y se le asignó una silla en el coro. En 1599 cobraba unos 200 ducados y 31 fanegas de trigo, un salario equivalente al maestro de la Catedral de Cuenca, por encima de otras como la de Huesca. Durante su magisterio no hubo hechos relevantes, aparte de la entrega de chanzonetas compuestas para las celebraciones. Solo permaneció dos años, ya que en 1600 opositaba de nuevo para su antiguo cargo en Antequera. Durante su estancia en Guadix se presentó a las oposiciones para el magisterio de la Capilla Real de Granada.
Esta vez permaneció seis años en el cargo. En 1605 fue depuesto por la desatención de sus obligaciones de maestro de capilla y otras faltas personales. Fue readmitido, pero al año siguiente partió a Madrid.
Dávila es conocido principalmente por haber sido el primer maestro de capilla que ejerció el cargo de forma oficial en el monasterio de las Descalzas Reales de Madrid. Sucedió a Tomás Luis de la Victoria, que había ocupado el cargo sin regulación estatutaria entre 1587 y 1603. En los tres años entre el uno y el otro el musicólogo Mota Murillo coloca en el cargo de forma interina a Francisco Montero. En Las Descalzas fue recibido como capellán y ejerció de clérigo de epístola, aunque no se sabe si llegó a ordenarse como sacerdote.
En 1613 se presentó sin éxito a las oposiciones para el magisterio de la Catedral de Málaga, vacante desde 1612. En el examen, además de Dávila, se presentaron Esteban de Brito, maestro de capilla de la Catedral de Badajoz; Juan Gutiérrez de Padilla, maestro en la Iglesia Colegial de Jerez de la Frontera; Francisco Martínez de Ávalos, maestro de capilla en la Sacra Capilla del Salvador de Úbeda; y Fulgencio Méndez Avendaño, maestro de capilla de Murcia. Ganó Brito por 17 votos el 16 de febrero de 1613.
Permanecería en su cargo en Las Descalzas hasta su fallecimiento, acaecido en Madrid el 27 de octubre de 1618.

## Obra
Solo se conoce una obra de Dávila, publicada por su sucesor en el cargo, Sebastián López de Velasco, en su Libro de misas, motetes, salmos, magníficats y otras cosas tocantes al culto divino (Imprenta Real de Madrid, 1628). Es una Misa de réquiem a ocho voces, que es posible que fuera compuesta para el traslado de los restos de la emperatriz María de Austria desde el altar de la Oración del Huerto en las Descalzas al coro. Desgraciadamente la misa fue «reducida y vista por el autor» y no es posible distinguir la contribución de un maestro del otro.